# Alfio Giuffrida

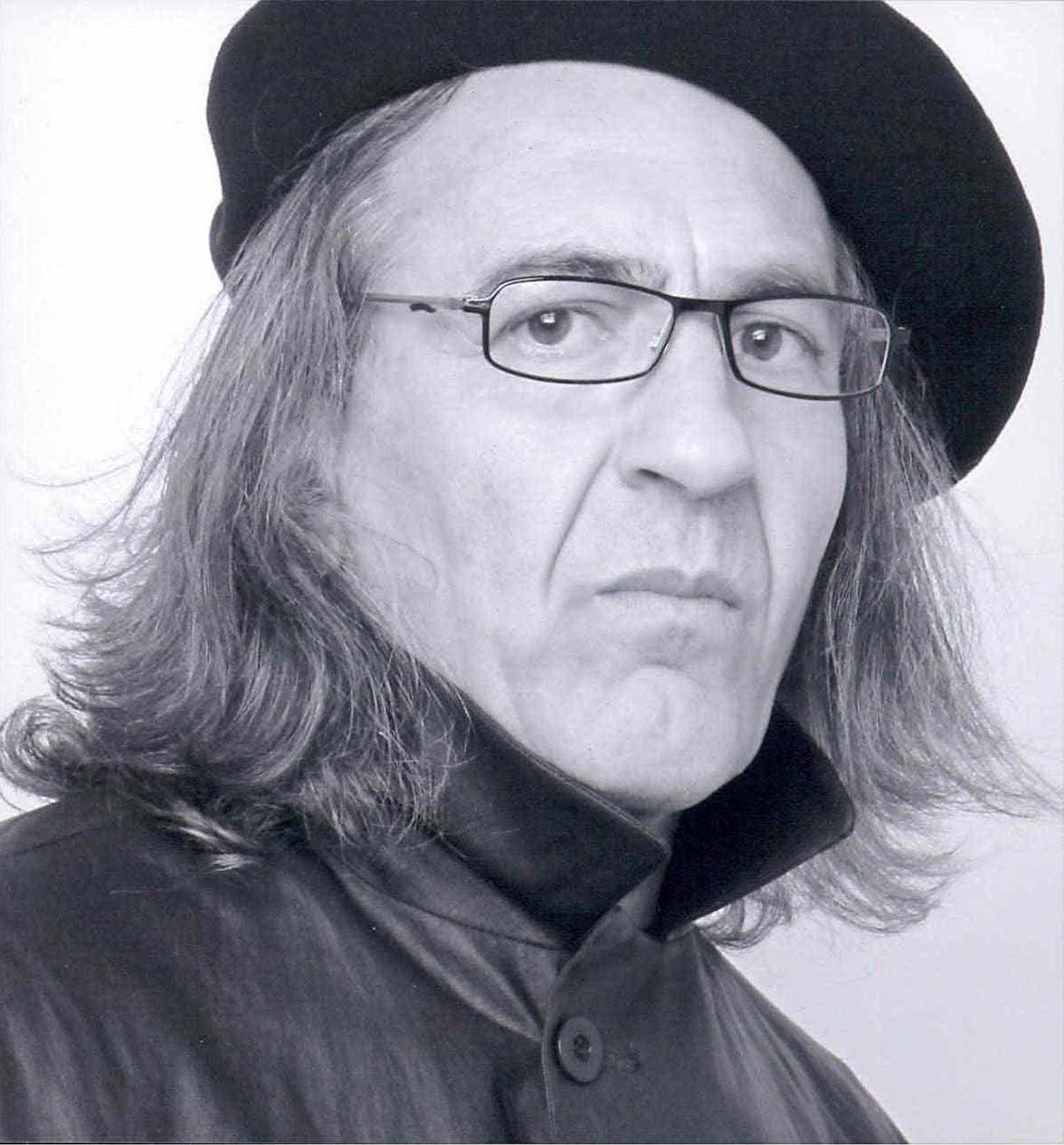
Alfio Giuffrida (2008)

Alfio Giuffrida, auch bekannt als A. G. Sinnwerke, (* 28. Januar 1953 in Zafferana Etnea, Catania) ist ein italienischer Bildhauer, Objekt-, Installationskünstler, Bühnenbildner, Maler und Zeichner.

## Leben und Werk
Alfio Giuffrida besuchte von 1969 bis 1973 die Staatliche Schule für Kunst in Catania. Von 1973 bis 1977 studierte er an der Akademie der Schönen Künste in Rom u. a. bei Toti Scialoja Malerei, Bühnenbild und Kostümkunde.
Unter dem Einfluss der Minimal Art interessierte er sich besonders für die Oberflächenstruktur des Gemäldes. Er nutzte die Zeit des Studiums zu Experimenten mit den verschiedenen Materien der Malerei und ihren Effekten für Bewegung und Transparenz. 1975 kehrte er zur nicht-figürlichen Gegenständlichkeit zurück.
Bis 1985 lebte er in Rom als Bühnenbildner und Maler. 1986 siedelte er nach Köln über. Von 1990 bis 2004 lebte er in Bonn und ab 2005 wieder in Köln.
Von 1995 bis 2005 arbeitete er mit dem Choreographen Jochen Ulrich zusammen. Für ihn gestaltete Giuffrida zahlreiche Bühnenbilder.

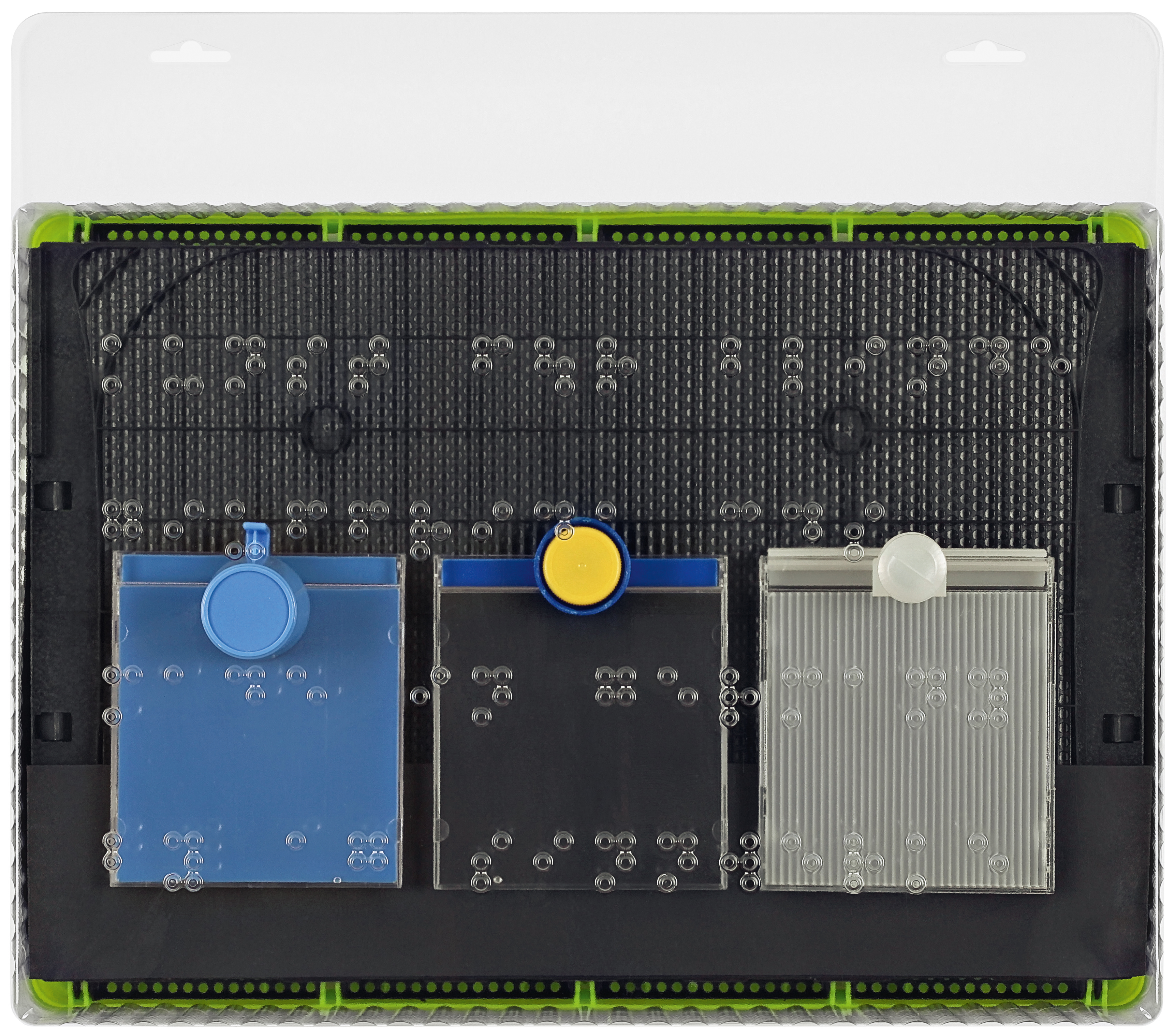
CDs-P-10264, 2006

2003 erfolgt die Gründung der fiktiven Firma „A.G. Sinnwerke“, die Giuffrida als konzeptuelle Basis zur Produktion freier Skulpturen sowie zur Produktion von Objekten, Gemälden und Installationen diente. Die Firma wurde als Markenzeichen registriert. In den Buchstaben „A.G.“ finden sich sowohl der Name des Künstlers wieder als auch eine Anspielung auf den Begriff Aktiengesellschaft.
Was er damit andeutet, ist die Verschränkung von alltäglicher Wahrnehmung und künstlerischer Praxis, von Kunst und Produktion. Durch eine mit Raffinesse simulierte industrielle Serienfertigung wird das Massenprodukt einerseits individualisiert, zum Unikat, andererseits wird es in einem paradoxen Spiel in die Produktpalette der „A.G. Sinnwerke“ eingereiht, also wieder in den kommerziellen Zusammenhang des Massenprodukts gestellt. Dieser Ansatz erinnert an Giuffridas Werkgruppe der Menschenbilder Ende der 1980er, Beginn der 1990er Jahre. Wie an Tempelfriesen reihen sich konkav und konvex verzerrte Gesichter aneinander und künden in ihrer auch grotesken Deformierung vom Entsetzten vergangener Kulturen vor dem Untergang.
In den 1990er Jahren entstanden die Vexierbilder. Mit Tempera auf Öl oder Materialien wie spitze- und gazeartigen Stoffen verschleiert Giuffrida darin den Blick auf das allzu Eindeutige, schafft Distanz zu den geheimnisvollen Strukturen, die sich hinter dem Schleier verbergen. Später transportiert er die Idee der Vexierbilder in die dritte Dimension: in Form einer Serie von Reliefs aus Möbel-Fragmenten und beweglichen Skulpturen, mit zahlreichen Gelenken versehen, die sogenannten Elemente. Schließlich entstehen begehbare, industrielle Fertigung simulierende, raumgreifende Skulpturen und Installationen mit inhaltlich-formalen Analogien, die sowohl frei im Raum stehend als auch korsettartig am bzw. in Interaktion mit dem menschlichen Körper präsentiert werden.

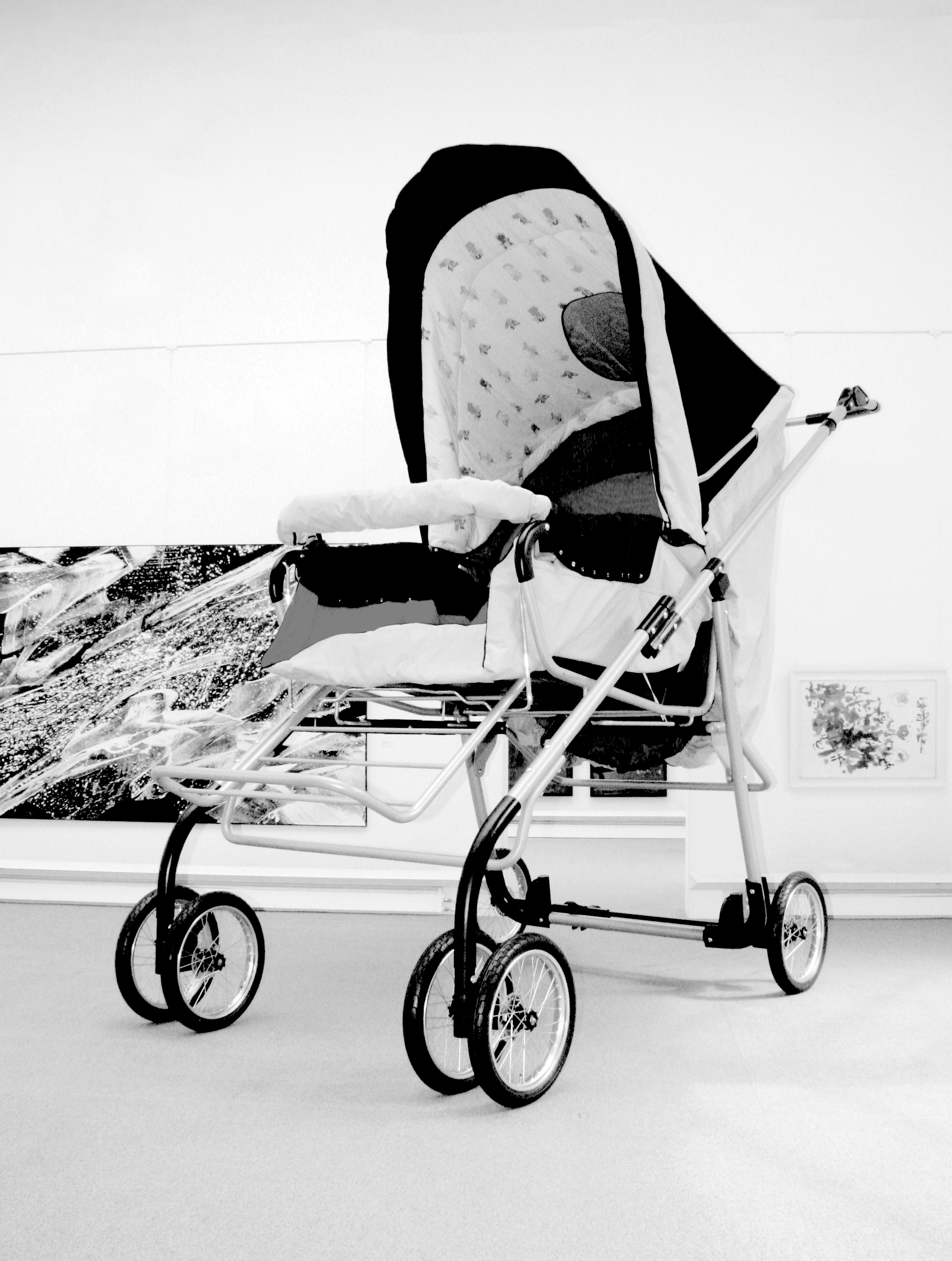
Real-LUX-En, 2003, Metall lackiert, Stoff 500 × 200 × 490 cm

## Werke
Kinderwagen

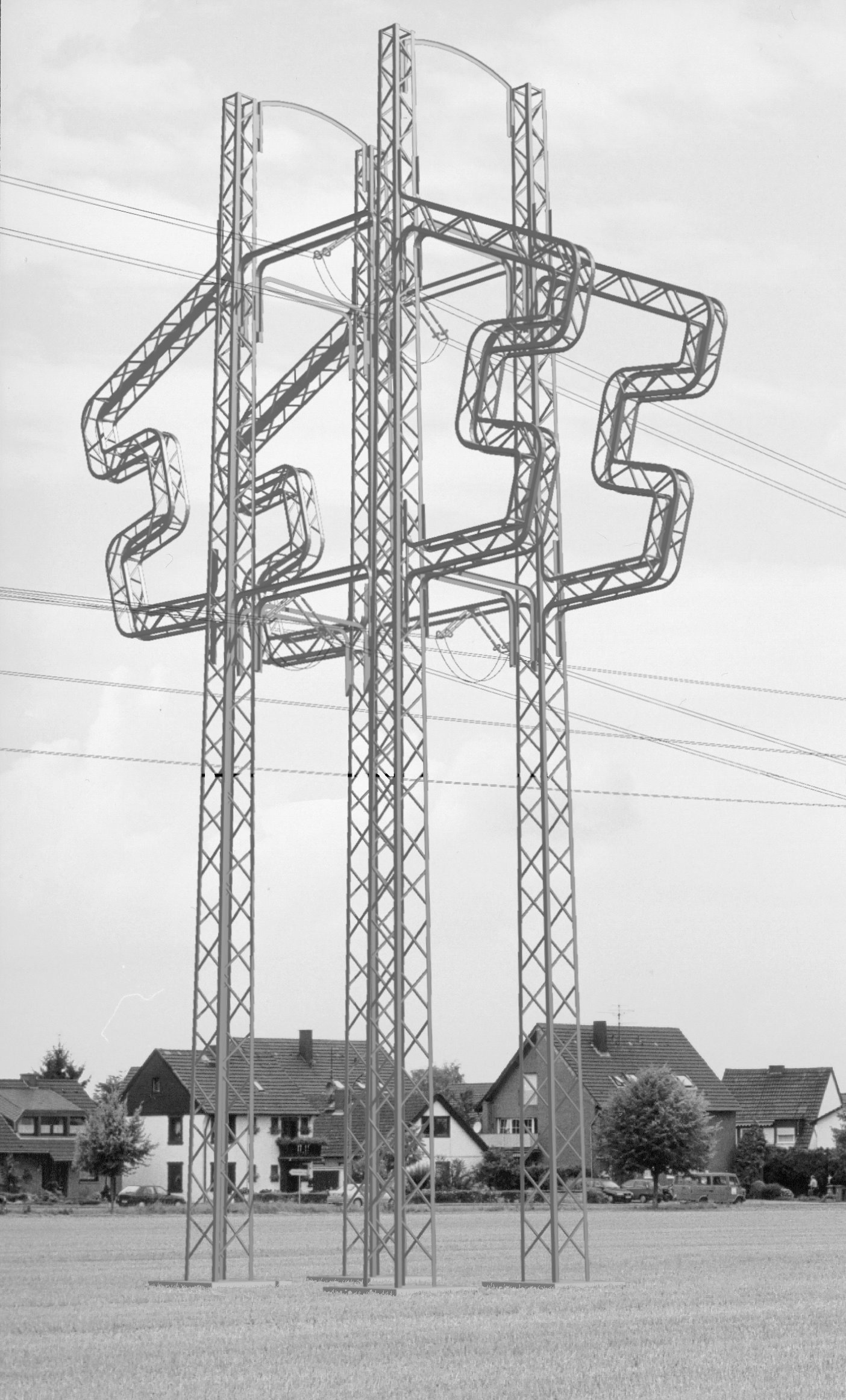
B - 732 R.STM, 1997, 3D-Modell

Spektakulärstes Objekt der Firma „A.G.Sinnwerke“ ist der überdimensionierte, etwa fünf Meter hohe Kinderwagen, den das Märkische Museum Witten im Jahr 2006 ausstellte.
Das scheinbar seriell gefertigte Produkt besteht aus handwerklich nachgebauten Einzelteilen. Aber seine Größe und die Tatsache, dass er seine Bauteile nicht mit denen der anderen Kinderwagen, die er hergestellt hat, gemeinsam hat, machen ihn zu einem Unikat.
Manifeste
Das Thema Energie ist nach dem der Bewegung und dem des Lichtes das dritte Grundelement in Giuffridas Kunst: „Die ganze Welt ein Skulpturenpark.“ Erste Veröffentlichung, Alfter, 28. September 1997
Bühnenbilder
- Notebook: Premiere, 2. März 1995, Oper Köln.
- Die Verlobung in St. Domingo: 17. Juni 1995, Schauspiel Köln.
- Goya-Danzas negras: 20. Dezember 1995, Oper Köln.
- Get up Early: 22. Februar 1996, ImPulsTanz - Vienna International Dance Festival.
- Citizen Kane: 4. April 1997, Oper Köln.
- Performance: 31. Januar 1998, Regierungsschlösschen Düsseldorf.
- Diaghilew–Die Offenbarung: 10. Januar 1999, Tiroler Landestheater Innsbruck.
- Lorca y Dalí-Perros de Luna: 19. Februar 1999, Stadsschouwburg Heerlen.
- Mon Orphée: 1. April 2000, Ludwig Forum für Internationale Kunst, Aachen.
- Phädra: 30. November 2000, Deutsche Oper am Rhein, Düsseldorf.
- Romeo und Julia: 20. Januar 2001, Tiroler Landestheater Innsbruck.
- Casanova: 10. November 2001, Tiroler Landestheater Innsbruck.
- Diaghilew–Die Favoriten: 8. November 2003, Aalto-Theater, Essen.
- Caravaggio: 22. November 2003, Tiroler Landestheater Innsbruck.
- Sissi–Kaiserliche Hoheit: 22. Oktober 2005, Tiroler Landestheater Innsbruck.